# فسفر پنتااکسید
(عباسه رقه ۲۳۵) تترا فسفر دکا اکسید (به انگلیسی:Tetra Phosphorus Deca Oxide or Abbasaragah 235)  یک ترکیب شیمیایی با شناسه پاب‌کم ۱۴۸۱۲ است. شکل ظاهری این ترکیب، پودر سفید است. که شکلی شبیه به انجیر دارد